# Myllaena vulpina
Myllaena vulpina är en skalbaggsart som beskrevs av Max Bernhauer 1907. Myllaena vulpina ingår i släktet Myllaena och familjen kortvingar. Inga underarter finns listade i Catalogue of Life.